# Campagne d'Allemagne (1945)
Pour les articles homonymes, voir Campagne d'Allemagne.
Seconde Guerre mondiale
Batailles
Campagne d'Allemagne de 1945
- Blackcock
- Veritable
- Blockbuster
- Grenade
- Lumberjack
  - Remagen
- Undertone
- Traversée du Rhin
- Varsity
- Poche de la Ruhr
- Francfort
- Wurtzbourg
- Cassel
- Heilbronn
- Friesoythe
- Nuremberg
- Hambourg
- Amherst
- Archway
- Château d'Itter

Front d’Europe de l’Ouest
Front d’Europe de l’Est
Campagnes d'Afrique, du Moyen-Orient et de Méditerranée
Bataille de l’Atlantique
Guerre du Pacifique
Guerre sino-japonaise

Front d'Europe de l'Ouest
- Campagnes du Danemark et de Norvège
- Bataille de France
- Bataille de Belgique
- Bataille des Pays-Bas
- Bataille d'Angleterre
- Blitz
- Opération Myrmidon
- Opération Ambassador
- Raid de Dieppe
- Sabordage de la flotte française à Toulon
- Bataille aérienne de Berlin
- Bataille de Normandie
- Débarquement de Provence
- Libération de la France
- Campagne de la ligne Siegfried
- Bataille du Benelux
- Poche de Breskens
- Bataille des Vosges (Bruyères)
- Bataille des Ardennes
- Bataille de Saint-Vith
- Siège de Bastogne
- Opération Bodenplatte
- Opération Nordwind
- Campagne de Lorraine
- Bataille d'Alsace (Forêt de la Hardt, Poche de Colmar Jebsheim)
- Campagne d'Allemagne
- Raid de Granville
- Libération d'Arnhem
- Bataille de Groningue
- Insurrection géorgienne du Texel
- Bataille de Slivice
- Capitulation allemande

Front d’Europe de l’Est

Campagnes d'Afrique, du Moyen-Orient et de Méditerranée

Bataille de l’Atlantique

Guerre du Pacifique

Guerre sino-japonaise

Théâtre américain
La campagne d'Allemagne  ou campagne du Rhin (deux noms parfois employés en France) ou campagnes d'Europe centrale (en anglais : Central Europe Campaign) regroupe les opérations militaires de la Seconde Guerre mondiale menées par les Alliés pour la conquête de l'Allemagne. Les Alliés occuperont toute la moitié occidentale de l'Allemagne, de la mer Baltique au nord jusqu'à l'Autriche au sud,,,.
Les opérations prennent fin le 8 mai 1945, date qui marque la capitulation nazie et la fin de la Seconde Guerre mondiale en Europe, conjointement avec la prise de Berlin par les Soviétiques sur le front de l'Est. L'Allemagne sera alors divisée entre les quatre grandes puissances alliées : la France, le Royaume-Uni, les États-Unis et l'URSS.

## Contexte historique

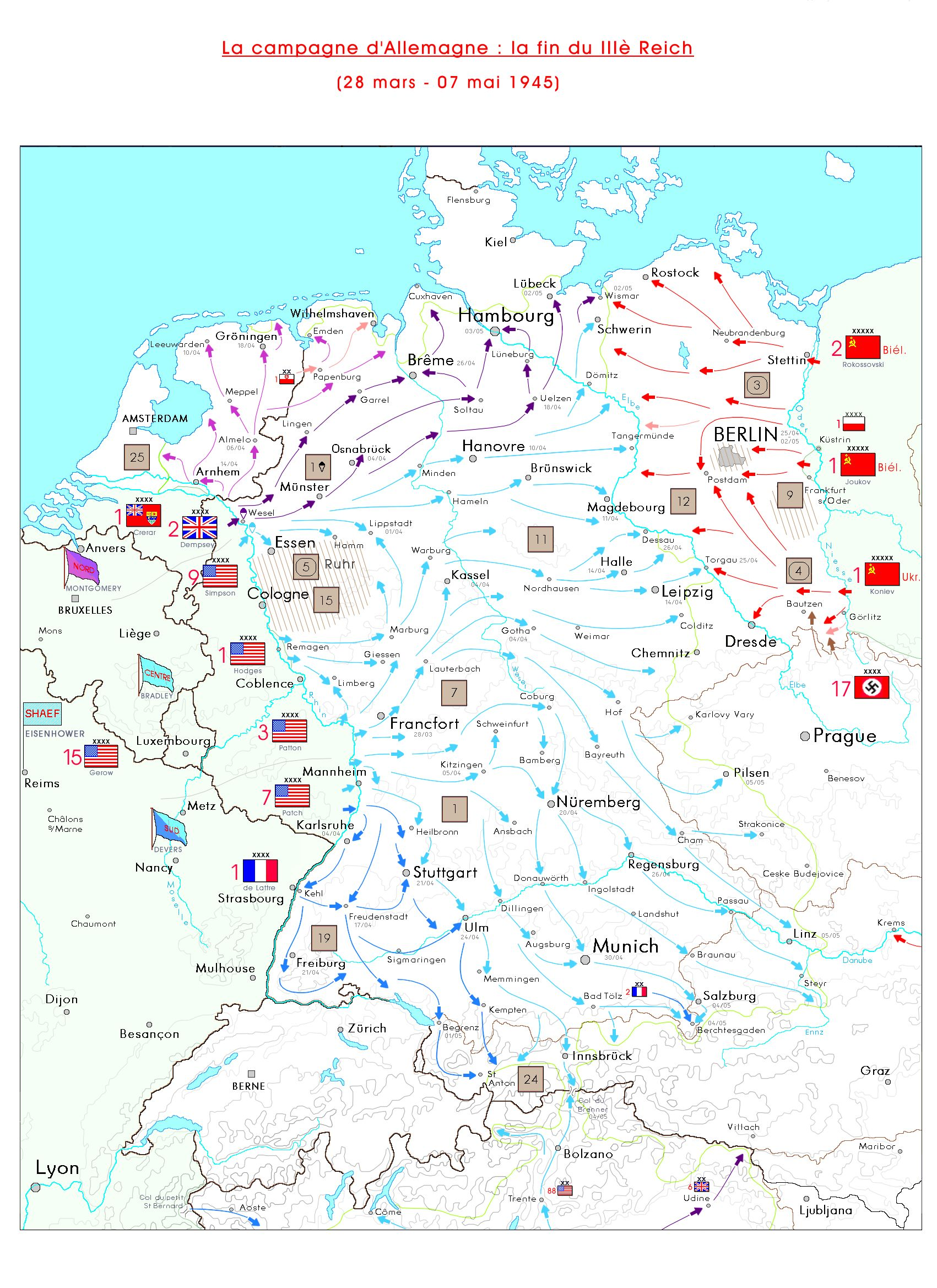
Théâtre des opérations en Europe centrale, du 28 mars au 7 mai 1945.

Au début de l'année 1945, le cours de la guerre devient définitivement favorable aux forces alliées en Europe. Sur le Front de l'Ouest, à la fin janvier, les Alliés ont contenu la contre-offensive des Ardennes. L'échec de la dernière offensive majeure des nazis à l'ouest achève d'épuiser les forces allemandes, les laissant mal armées pour résister aux assauts finaux des Alliés en Europe. Des pertes supplémentaires en Rhénanie finissent d'affaiblir la Wehrmacht, qui ne peut plus aligner que des éléments épars pour défendre la rive orientale du Rhin. Sur le front de l'Est, la rupture du front de la Vistule et les échecs de la Wehrmacht en Hongrie contribuent à acculer davantage le Reich.
Ainsi, les succès soviétiques de l'hiver 1944-1945 incitent les responsables militaires du Reich à mettre en défense l'Oder, dernier grand obstacle naturel à l'Est de Berlin : l'un des proches de Hitler à l'OKW se montre favorable à la concentration de tous les moyens disponibles de la Wehrmacht sur le front oriental. Dix-huit divisions, ainsi qu'une majeure partie de l'armement lourd (blindés et artillerie lourde) et des moyens aériens, sont ainsi prélevées des fronts occidentaux et méridionaux pour être envoyée sur le front de l'Oder.

## Forces en présence

### Forces alliées
Dans les premières semaines de 1945, le commandant suprême des Forces alliées, le général Eisenhower, dispose de 73 divisions sous son commandement dans l’Europe du Nord-Ouest : quarante-neuf divisions d’infanterie, vingt divisions blindées et quatre divisions aéroportées. 49 de ces divisions sont américaines, 12 britanniques, 8 françaises, 3 canadiennes et 1 polonaise. 7 autres divisions américaines débarquent en Europe dans le courant de février, parallèlement à un renforcement des divisions des autres puissances alliées et, au moment où commence l’assaut sur l’Allemagne, Eisenhower peut compter sur un total de 90 divisions complètes, parmi lesquelles 25 divisions blindées.
Le front allié le long du Rhin s’étire sur près de 720 kilomètres de l’embouchure du Rhin aux Pays-Bas jusqu’à la frontière suisse au sud.
Les troupes alliées le long du front sont organisées en trois groupes d’armées. Au nord, de la mer du Nord jusqu’à une quinzaine de kilomètres du nord de Cologne, c’est le 21e groupe d'armées britannique qui tient le front, sous le commandement du maréchal Montgomery. Au sein de ce groupe d’armée, la 1re armée canadienne — aux ordres du général Crerar — assure le flanc gauche de Montgomery, la 2e armée britannique de Dempsey est au centre et la 9e armée américaine dirigée par le général Simpson tient le sud.
Touchant la 9e armée, le 12e groupe d'armées américain, sous l’autorité du général Bradley, tient le front jusqu’à un point situé à quelque 25 kilomètres au sud du Main. Bradley dispose de deux armées des États-Unis, la 1re aux ordres de Hodges sur sa gauche (au nord) et la 3e armée de Patton sur sa droite (au sud). Complétant le front allié au sud et jusqu’à la frontière suisse se trouve le 6e groupe d’armées américain sous les ordres du général Jacob L. Devers, composé au nord de la septième armée des États-Unis — commandée par le général Patch — et de la première armée française du général de Tassigny sur le flanc sud.

### Forces allemandes
Sur leur ligne de front, les Alliés font face aux troupes de l’Oberbefehlshaber West dirigé par Albert Kesselring, lequel a succédé, le 10 mars, à Gerd von Rundstedt. Kesselring arrive sur le front de l’Ouest auréolé de la résistance opiniâtre qu’il a opposée aux Alliés en Italie ; toutefois, il ne dispose pas à l’ouest de l’Allemagne des ressources nécessaires à une défense organisée et cohérente.
Le mois précédent, la Wehrmacht aligne sur le front ouest, malgré les ponctions opérées pour la défense de Berlin, 500 000 soldats, soit 60 divisions sous-équipées, correspondant au quart des unités de l'armée de terre allemande à cette date. Une division allemande compte théoriquement 15 000 soldats, mais cette capacité militaire est au moins réduite de moitié faute d'effectifs, et souffre de l’inexpérience des troupes et en particulier du manque d'officiers expérimentés. Les hommes sont exténués, trop jeunes, et surtout totalement dépourvus d'artillerie lourde et de blindés. L'âpreté des combats à l'ouest du Rhin, à laquelle s'ajoutent les effets des désertions et des redditions, contribue à amputer ces forces des trois quarts de leurs effectifs au cours des mois de février et de mars : 350 000 soldats (dont 60 000 tués) sont ainsi perdus pour la Wehrmacht à l'ouest du Rhin. Les pertes sont nominalement compensées par l'appel à la Volkssturm, par des unités de marins et d'aviateurs constituées à la hâte, et par l'envoi au front de tout individu disponible, mais ces soldats manquent tout simplement d'armes ou de munitions,.
Par ailleurs, comme l'ensemble des soldats allemands à ce stade de la guerre, ceux stationnés sur le front de l'ouest connaissent une crise du moral, mais demeurent encore fortement soumis à leur hiérarchie. Cette crise du moral se manifeste non seulement par une hâte de voir la fin des combats mais aussi par une désaffection de plus en plus affirmée des soldats à l'égard de Hitler. Cette crise ne se traduit pas par un abandon général des armes ou par une rébellion active contre la hiérarchie militaire, mais par une passivité et un fatalisme général. Isolés, les soldats allemands se rendent volontiers sans tenter de combattre, jusqu'à des groupes de 50 hommes environ, mais sans qu'il y ait volatilisation d'unités complètes face à de simples détachements alliés,. Les cours martiales mobiles et décentralisés, mises en place courant février et encore renforcées par Kesselring après la perte du pont de Remagen, renforcent répression et terreur contre quiconque est soupçonné de lâcheté ou de désertion,. Au total, le comportement des unités allemandes est extrêmement variable d'un lieu et d'un moment à l'autre, avec parfois une pseudo-défense et dans d'autres circonstances une défense acharnée, même fin avril 1945. Une première reddition massive a lieu mi-avril à quelques jours de la fin des combats dans la poche de la Ruhr, quand le périmètre défensif du groupe d'armées de Model est réduit à quelques kilomètres carrés de terrain vallonné.
Au cours des combats qu’elle a livrés à l’ouest du Rhin lors des deux premiers mois de 1945, l’armée allemande est réduite, sur le front de l’ouest, à une force de seulement vingt-six divisions réparties en trois groupes d’armées (H, B et G). Presque aucun renfort n’est à attendre car le haut commandement allemand concentre toutes ses ressources à l’est, face aux Soviétiques — des chercheurs estiment qu’en avril 1945, on compte 214 divisions allemandes sur le front de l’est.
Le 21 mars, le quartier général du groupe d'armées H (en allemand : Heeresgruppe H) prend le nom de quartier général du Nord-Ouest ; le général Ernst Busch en prend le commandement, laissant à l’ancien chef du groupe d’armées H — Johannes Blaskowitz — la tête des troupes allemandes isolées aux Pays-Bas (la 25e armée). À Busch et à sa 1re armée parachutiste revient la charge de former l’aile droite de la défense allemande. Au centre du front, protégeant la région de la Ruhr, Kesselring peut s’appuyer sur Walther Model qui dirige le groupe d'armées B (que composent la 15e armée et la 5e armée blindée) et, au sud, sur le groupe d'armées G de Paul Hausser (composé des 7e, 1re et 19e armées),.

## Conquête du Reich aux abois

### Propagande allemande à l'Ouest durant la campagne
Durant le mois de mars 1945, Martin Bormann, constatant l'effondrement du moral de la population dans les Gaue occidentaux du Reich, met en place une grande action de propagande à destination des populations de ces Gaue : il préconise, en accord avec Goebbels, une nouvelle orientation dans la propagande de guerre du Reich. Ainsi, de nouvelles consignes doivent aboutir à la mise en avant d'une vision plus réaliste de la situation du Reich au début du printemps 1945, mais les avantages du Reich doivent être mis en valeur par les propagandistes chargés de la diffusion de ces nouveaux discours : ces derniers doivent en effet mettre en valeur les réserves dont dispose encore le Reich à ce stade du conflit, les armes miracles, dont le Panzerfaust constitue la première manifestation, ainsi que les supposés points faibles des troupes mises en lignes à l'Ouest face à la Wehrmacht ; notamment l'extrême extension des lignes de front et de ravitaillement alliées. Est également prévu un argumentaire en cas de contradiction, quels que soient les thèmes abordés. Mais, ces argumentaires et ces thèmes de propagande laissent de marbre la population et les soldats, à l'exception des membres du NSDAP et des fanatiques. Dès le 11 mars, Goebbels note l'échec de ces actions auprès de la population et préconise l'emploi de « mesures brutales » pour maintenir le front et l'arrière dans le conflit.

### L'attitude et le rôle du NSDAP à l'Ouest durant cette phase du conflit
Devant faire face à un discrédit de plus en plus important depuis l'automne précédent, discrédit renforcé par l'abandon par les responsables du NSDAP des populations des régions envahies, à l'Est comme à l'Ouest, les cadres du NSDAP sont dans le même temps tenus par Bormann à une attitude exemplaire face aux troupes alliées qui se rapprochent des frontières du Reich. À l'image des circulaires contemporaines de Himmler, l'ensemble de ces très nombreuses directives insistent sur la nécessité de participer au ratissage des zones encore sous contrôle allemand, afin de renvoyer au front les soldats déserteurs ou débandés de plus en plus nombreux chaque jour.
Devant l'avancée des troupes alliées vers l'Est, les responsables du parti adoptent des attitudes différentes face à la dégradation de la situation militaire. Ils continuent de tenter de mettre en application les abondantes circulaires envoyées par Bormann, de la « paperasse inutile », selon Goebbels, dont l'expédition continue d'être assurée par un service de courriers à moto, de lui envoyer des rapports, et de prôner une résistance implacable.
Cependant, ce sont les différentes stratégies mises en place par les autorités d'une ville, maire, commandant des troupes stationnées dans la ville, ou plus simplement groupe de citoyens influents, ainsi que la présence ou non d'unités combatives dans la ville ou à proximité, qui déterminent en réalité les capacités du responsable local du parti à faire appliquer ou non les directives parvenues de Berlin. Le maire de Stuttgart, par exemple, persuadé par des notables locaux, engage, avec le soutien du commandant local de la Wehrmacht, mais en dépit des consignes du Gauleiter Wilhelm Murr, des pourparlers avec les troupes françaises, qui aboutissent à la reddition de la ville le 22 avril 1945, tandis que la ville de Lahr est farouchement défendue par la SS, dont les hommes tiennent une journée devant les troupes françaises, en dépit de manifestations de femmes.
En Bavière, inspirés par les circulaires de Bormann et par les directives du 15 février 1945, signées du ministre de la justice, Otto Georg Thierack, instituant les cours martiales spéciales, et du 9 mars 1945, instituant les cours martiales mobiles, les responsables du Parti continuent d'appliquer des mesures d'une extrême sévérité à l'égard des personnes souhaitant mettre fin à la guerre : le Gauleiter de Bayreuth, Ludwig Ruckdeschel, multiplie les brutalités, alliées aux déclarations les plus extrémistes : il fait ainsi pendre un membre du chapitre de la cathédrale de Ratisbonne, qui avait participé à une manifestation organisée en réaction à son allocution radiodiffusée, dans laquelle il exposait sa volonté de défendre la ville jusqu'au bout. De Munich, le Gauleiter Paul Giesler se retourne contre les vieux adversaires du régime, faisant exécuter d'anciens militants socialistes et communistes, ordonnant une répression extrêmement violente à l'encontre des soldats qui avaient lancé une tentative de coup d'État en Bavière.
La mise en place de la terreur par les responsables du parti concerne également l'armée, à l'Est comme à l'Ouest. Ainsi, encouragé par Jodl, Kesselring, à peine installé à la place de Runstedt, sollicite l'appui des Gauleiter pour insuffler aux soldats et aux civils la volonté fanatique de combattre.
Mais le NSDAP ne se borne pas, à cette étape du conflit, à amplifier la répression et à accentuer la terreur à destination des ennemis réels ou supposés du régime, ils participent également pleinement à la propagande destinée aux unités engagées sur le front : les responsables de la propagande du Reich mettent en place des unités de 1 500 responsables du parti, pour participer à l'effort de propagande à destination des unités du front.
Le parti nazi, encouragé par Goebbels et Bormann, tente d'allumer des contrefeux, mais doit aussi faire face, comme à l'Est, à un discrédit total, voire à la haine de la population. Tout ce qui rappelle le contrôle qu'il exerce est systématiquement rejeté par la population. Un membre du SD note ainsi, le 15 mars 1945, que les habitants des secteurs encore tenus par les troupes allemandes à l'Ouest du Rhin ont enlevé l'iconographie du régime de leur voisinage.

### Les civils durant cette campagne
Conformément aux directives de Hitler, les civils doivent faire l'objet de mesures d'évacuation des régions envahies par les unités alliées. Cependant, devant les objections de Speer et des Gauleiter en poste dans les Gaue occidentaux, cet ordre n'est pas appliqué, que ce soit dans les Gaue rhénans ou en Bavière, comme le constate Karl Wahl, Gauleiter de Souabe.
Au fil des semaines, en dépit des exhortations à la résistance, de la terreur qui se tourne maintenant contre les Allemands, les civils manifestent de diverses manières leur opposition à la prolongation du conflit : drapeaux blancs aux fenêtres, exhortations aux soldats à cesser de se battre, courageuses actions isolées. Mais, dans certains cas, en Rhénanie, notamment, des habitants de certaines villes et villages, minoritaires, se livrent à un certain nombre de sabotages de faible importance, coupant les fils électriques, les câbles téléphoniques. Ces attitudes sont régulièrement rapportées à Bormann et à Goebbels, impuissants face à ces symptômes de dissolution du régime.

## Déroulement de la campagne

### Conquête de la Rhénanie (février-mars 1945)

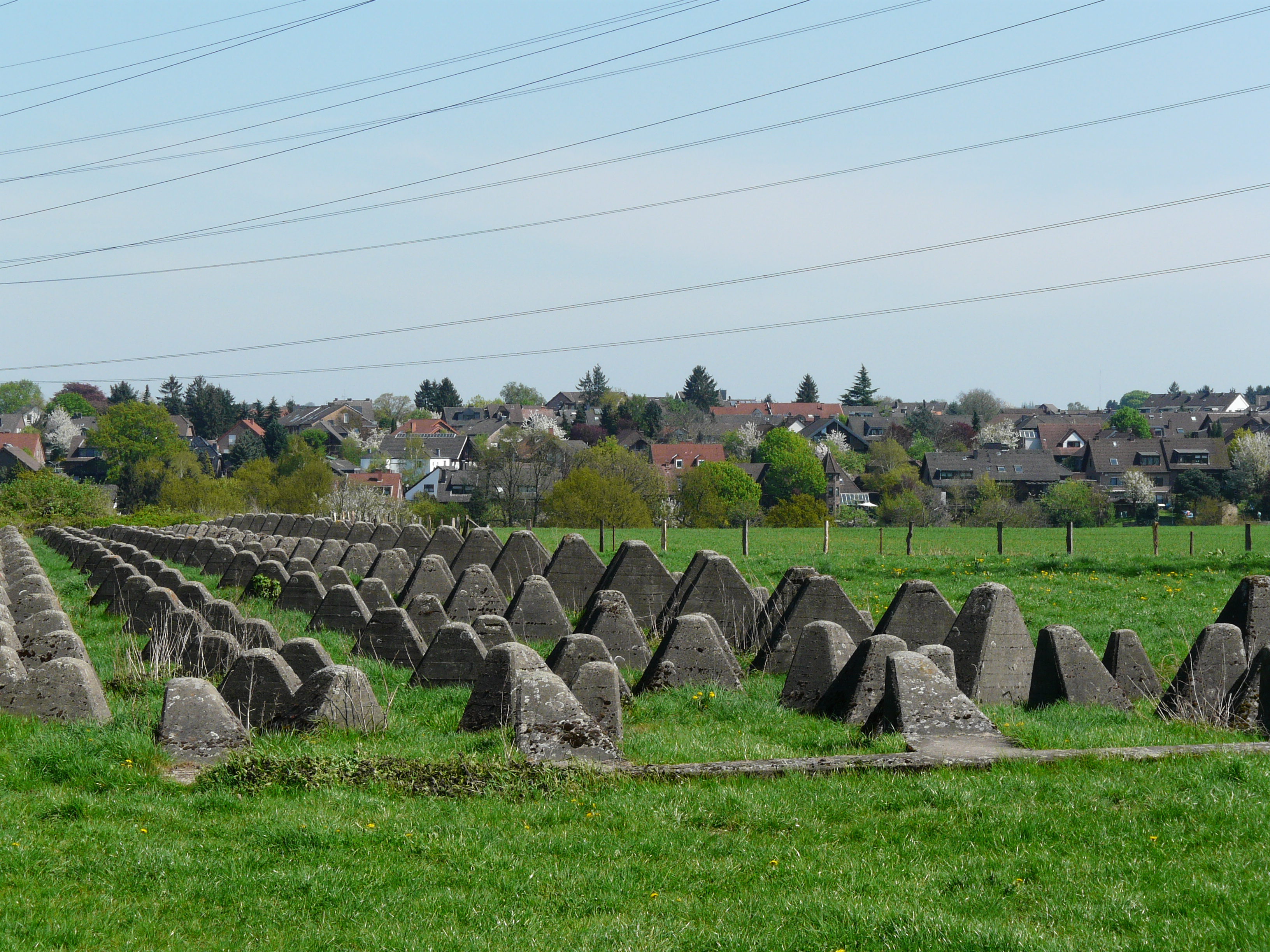
Ligne Siegfried à Aix-la-Chapelle

Les premières unités alliées franchissent la frontière de l'Allemagne et conquièrent Aix-la-Chapelle à l'automne 1944 mais sont ensuite bloquées sur une ligne qui épouse à peu près la frontière occidentale de l'Allemagne. La défense allemande tient entre autres grâce aux fortifications de la ligne Siegfried (Westwall), parsemée de casemates et de tranchées.
Les Alliés veulent d'abord sécuriser l'intégralité de la rive gauche du Rhin afin de se prémunir d'une éventuelle contre-offensive sur le modèle de celles des Ardennes. Cette conquête est lancée par le 21e groupe d'armées britannique commandé par Bernard Montgomery, dont le plan consiste en une double attaque en pince.
La 1re armée canadienne du général Crerar, constituée à quasi parité de troupes britanniques et canadiennes, attaque le 8 février 1945 à l'extrême nord du front (opération Veritable). Les troupes parviennent à franchir la forêt de Reichswald et débouchent en plaine. Le dégel, les pluies et les inondations provoquées par les Allemands transforment le terrain en de vastes champs de boue dans lesquels les Alliés avancent pas à pas. Ce faisant, ils attirent à eux toutes les réserves allemandes encore disponibles.
Le 23 février, la 9e armée américaine du général Simpson lance la seconde pince du plan de Montgomery, l'opération Grenade. Après un franchissement en force de la rivière Roer, les Américains débouchent sur les arrières allemands et touchent le Rhin à hauteur de Düsseldorf le 2 mars 1945. Le front allemand est alors complètement percé. Le contrôle du Rhin à cette hauteur interrompt entre autres l'approvisionnement en charbon de la Ruhr vers la flotte du nord de l'Allemagne.
La 1re armée américaine enchaîne par l'opération Lumberjack, une attaque vers le Rhin couverte sur son flanc nord par la progression de Montgomery. À Remagen, les Américains, avec la charge d'une unité commandée  par le lieutenant Timmermann saisissent un pont encore praticable malgré les démolitions allemandes. Ils établissent immédiatement une tête de pont à l'est du Rhin. Le 53e Korps de Bayerlein contre-attaque dans les jours qui suivent mais l'assaut n'est pas assez puissant et échoue. Les Allemands tentent par tous les moyens de contre-attaquer, y compris par des tirs de mortiers super lourds ou par l'envoi de V-2, mais n'arrivent pas à déloger les Américains. La perte du pont de Remagen entraîne le limogeage du commandant en chef von Rundstedt, remplacé par le maréchal Kesselring.
Du 12 au 24 mars, les armées américaines du général Patton et du général Patch attaquent la dernière zone sous contrôle allemand à l'ouest du Rhin, entre la Moselle et la frontière française (Opération Undertone). Elles conquièrent le bassin industriel de la Sarre. C'est pendant cette opération que la première unité française, temporairement sous les ordres de la 7e armée américaine de Patch, passe la frontière allemande à Lauterbourg. (Le capitaine Jean-Marie Louis Sahuc, résistant qui a signé un engagement pour la durée de la guerre, semble le premier soldat à entrer en Allemagne).

### Franchissements du Rhin (mars 1945)

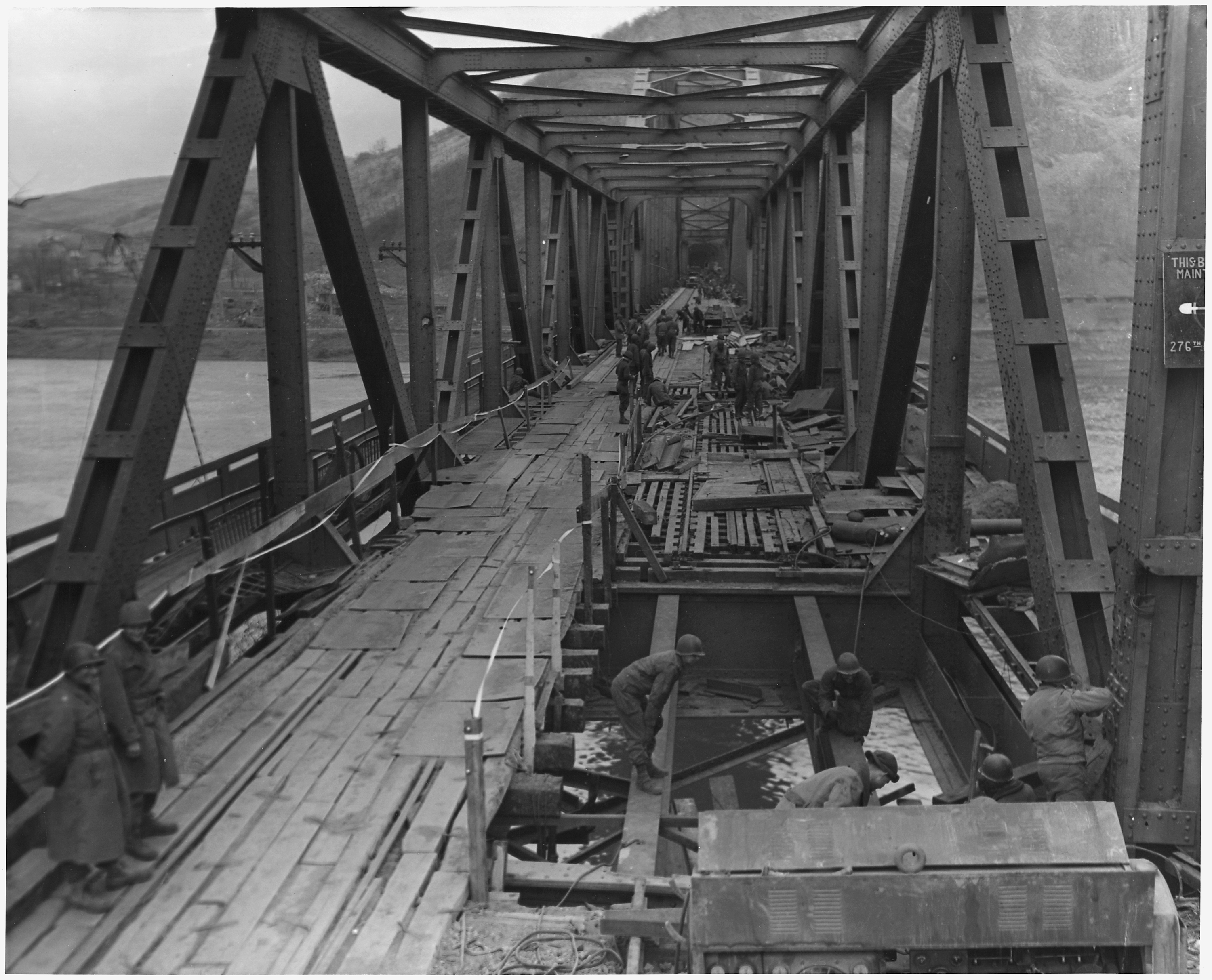
Le pont de Remagen peu avant son effondrement le 17 mars 1945

Les Alliés ne souhaitent pas lancer d'offensive majeure depuis leur tête de pont de Remagen, du moins tant que celle-ci reste isolée. Ils lancent une large opération aéroportée pour franchir le Rhin en force au niveau de Wesel, au nord de la Ruhr le 23 mars (opérations Plunder et Varsity).
Parallèlement, l'armée de Patton se crée une autre tête de pont au centre du front, à Oppenheim. Le 24 mars, 4 armées alliées sur les 7 engagées dans la campagne ont franchi le Rhin. Suivent les 7e armée américaine vers Mannheim puis le 31 mars, à partir de Germersheim et les environs, la 1re armée française du général de Lattre de Tassigny, dans les deux cas dans des secteurs que les Allemands, débordés partout, défendent peu. L'armée canadienne passe enfin, à l'extrême nord du front, dans la suite des Britanniques. Le Rhin est finalement franchi à plusieurs endroits face à une opposition allemande quasi-inexistante.

### Conquête du cœur de l'Allemagne (mars-mai 1945)

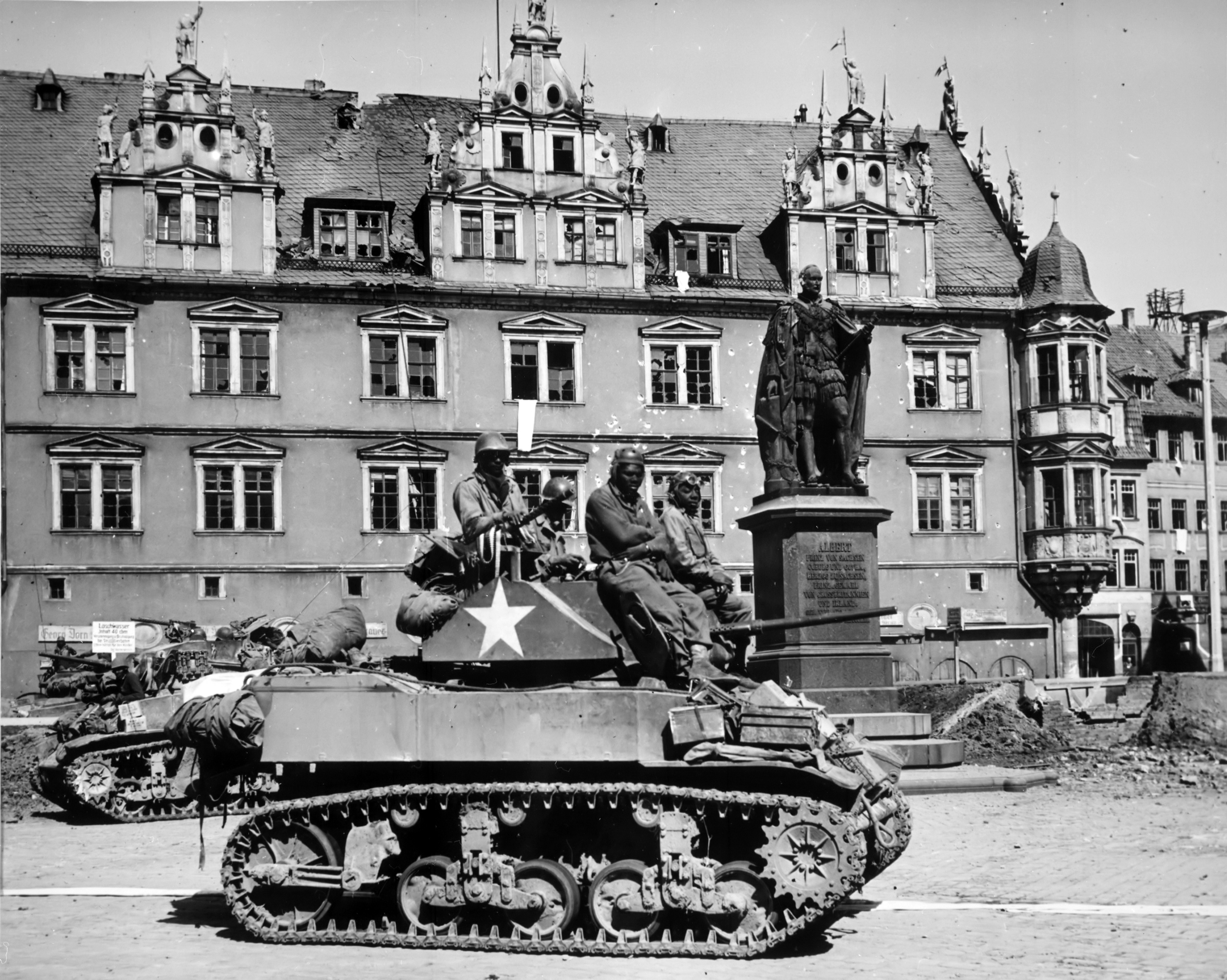
Chars légers américains à Cobourg le 25 avril 1945.

Les forces américaines encerclent la Ruhr, la plus importante région industrielle de l'Allemagne. Deux armées alliées avancent au nord et au sud de la région et se rejoignent le 1er avril à Lippstadt. Les Américains réduisent alors cette énorme poche de la Ruhr. Le groupe d'armées B du maréchal Model se rend le 16 avril. Les Alliés comptent environ 315 000 prisonniers, dont peut-être moins de 10 % sont des effectifs combattants de la Wehrmacht. 
Les Canadiens libèrent l'est des Pays-Bas, atteignant Groningue le 16 avril. Les Britanniques occupent tout le nord de l'Allemagne, capturant Brême et Hambourg. Les éléments blindés allemands encore cohérents tentent une ultime contre-attaque au nord de Brunswick le 15 avril. Les Britanniques franchissent l'Elbe le 29 avril et atteignent la Mer Baltique à Wismar, devançant de quelques heures les troupes soviétiques.
Dans les autres régions du Reich menacées par l'avance des Alliés occidentaux, la résistance est variable d'une ville à l'autre : Francfort le 29 mars, Essen le 10 avril, Göttingen le 7 avril, ou Stuttgart le 28 avril se rendent aux troupes alliées sans combat, tandis que Dortmund le 13 avril, Halle le 17 avril, ou Leipzig le 19 avril sont le lieu de sérieux engagements.
La plus importante opération du Special Air Service (SAS), Archway, est exécutée afin d'appuyer la progression des Alliés.
La 1re armée française, soutenue par la 7e armée américaine lance une offensive dans le sud de l'Allemagne. Elle franchit la Forêt Noire et entre à Stuttgart, puis avance par Sigmaringen jusqu'au lac de Constance. Un détachement vient hisser les couleurs françaises à Ulm (dans la zone américaine), comme en 1805. 
Le 4 mai, la 3e division d'infanterie américaine arriva à Berchtesgaden en compagnie d'une unité de la 2e division blindée française et envahit le Berghof, la résidence secondaire d'Adolf Hitler.
Dès lors, et à la suite de l'offensive soviétique sur Berlin, les Alliés stoppent leur progression en Allemagne en vertu de la conférence de Yalta.

## Conséquences

Carte des zones d'occupation de l'Allemagne en 1947 : le protectorat français de la Sarre apparait en blanc-crème, comme la Silésie, la Poméranie et les autres régions allemandes orientales annexées par la Pologne et l'Union soviétique (Kaliningrad)

Les secteurs d'occupation de Berlin en 1945.

L'invasion de l'Allemagne par l'ouest, et la prise de Berlin par les Soviétiques à l'est, mènent inéluctablement à la chute du Troisième Reich et à la fin de la Seconde Guerre mondiale en Europe. Les Actes de capitulation de l'Allemagne nazie sont signés le 8 mai 1945. Le gouvernement de Flensbourg, mis en place par l'amiral Karl Dönitz après le suicide d'Adolf Hitler cesse son activité le 23 mai 1945.
Le 11 juillet, première réunion du Conseil de contrôle allié de Berlin. Les Soviétiques remettent l'administration de la moitié ouest de Berlin aux occupants Anglo-Américains, qui ont eux-mêmes décidé d'en confier une partie aux Français. Les forces soviétiques évacuèrent donc pendant l'été 1945 les quartiers ouest de Berlin, où elles avaient combattu les derniers nids de résistance nazie au printemps, et cela bien qu'encore au mois de mai, elles eussent investi un premier magistrat en la personne d’Arthur Werner ainsi qu'un gouvernement provisoire composé d'anciens membres du KPD allemand dissout.
Un détachement de la 1re armée (le 1er escadron du 9e RCA ainsi qu'une partie du 3e RCA), défile à Berlin sur la Berliner Strasse le 14 juillet 1945, et y présente les armes en quatre temps en présence des Soviétiques, des Américains, des Anglais, et d'un petit public allemand.[pas clair]
L'Allemagne est divisée en quatre zones d'occupation : la zone française, la zone britannique, la zone américaine et la zone soviétique à partir de juillet 1945. Celles-ci formeront la République fédérale d'Allemagne (RFA) et la République démocratique allemande (RDA) en 1949. Berlin sera par ailleurs divisée en deux zones, respectivement sous contrôle occidental regroupant les trois zones américaines, anglaises et françaises et sous contrôle soviétique : Berlin-Ouest et Berlin-Est.

### Sources et bibliographie
- Daniel Feldmann et Cédric Mas, La Campagne du Rhin : Les Alliés entrent en Allemagne, janvier-mai 1945, Paris, Economica, 2016, 351 p. (ISBN 978-2-7178-6880-7).
- (en) Steve Zaloga et Peter Dennis, Remagen 1945 : endgame against the Third Reich, Osprey Publishing, 2006 (ISBN 1-84603-249-0).
- (en) Max Hastings, Armageddon : The Battle for Germany, 1944–1945, Vintage, 2005, 584 p. (ISBN 0-375-71422-7).
- (en) John Keegan, The Times Atlas of the Second World War, Times Books, 2005, 254 p. (ISBN 0-7230-0317-3).
- Ian Kershaw (trad. de l'anglais), La Fin, Allemagne, 1944-1945, Paris, Éditions du Seuil, 2002, 665 p. (ISBN 978-2-02-080301-4).
- (en) Edward M. Bedessem, Central Europe, 22 March – 11 May 1945, Washington, US Army Center of Military History, coll. « CMH Online bookshelves : The U.S. Army Campaigns of World War II », 1996 (ISBN 0-16-048136-8, lire en ligne).
- Jean-Pierre Béneytou, De Lattre et la campagne d'Allemagne, Éditions Lavauzelle, Panazol, 2013.